# Biuro Pomocy Technicznej i Wymiany Informacji
TAIEX - Biuro Pomocy Technicznej i Wymiany Informacji (ang. Technical Assistance and Information Exchange Office) - instytucja doradczo-informacyjna udzielająca krótkoterminowej pomocy technicznej przy wprowadzaniu zmian przystosowujących przepisy prawne do prawa wspólnotowego. Poza krajami kandydującymi do Unii Europejskiej pomaga takim państwom jak: Maroko, Algieria, Tunezja, Syria, Liban, Egipt, Jordania, Izrael, Autonomia Palestyńska, Mołdawia, Ukraina, Białoruś, Armenia, Azerbejdżan, Gruzja i Rosja.
Biuro zostało utworzone w 1996, działa w ramach DG Enlargement, w skład TAIEX wchodzi 24-osobowa grupa przedstawicieli Komisji Europejskiej oraz ekspertów rządowych państw członkowskich. TAIEX-em aktualnie (2006) kieruje Morten Jung-Olsen.
TAIEX jest katalizatorem, który odpowiednio skierowuje wnioski o pomoc oraz pośrednikiem pomiędzy zainteresowanymi instytucjami a krajami członkowskimi UE w celu dzielenia się doświadczeniem usprawniającym rozwiązywanie problemów. Przedstawiciele TAIEX mogą zwracać się o radę, a czasami nawet o pomoc urzędników państwowych poszczególnych krajów członkowskich, którzy mogą zostać oddelegowani przez ich rządy do państw kandydujących w charakterze doradców. Wszelkie wnioski o pomoc są rozpatrywane przez TAIEX przy zastosowaniu priorytetów uzgodnionych przez Komisję Europejską.

## Zadania
Do zadań TAIEX należy:
- udzielanie pomocy technicznej oraz porad w procesie przystosowywania prawa krajowego do przepisów UE oraz spełniania wymogów administracyjnych, implementacji i egzekwowania tegoż prawa
- szkolenie pracowników administracyjnych nowych 10 państw członkowskich
- udzielanie pomocy technicznej krajom bałkańskim
- udzielanie pomocy w zakresie udostępniania informacji na temat prawnych przepisów unijnych
- udostępnianie baz danych potrzebnych do zarządzania oraz monitorowania postępu procesu dostosowywania prawa oraz identyfikacji potrzebnej pomocy technicznej.